# Katarzyna du Verdier de la Sorinière
 Catherine du Verdier de la Sorinière  (ur. 29 czerwca 1758 w Saint-Pierre de Chemillé, Maine i Loara we Francji, zm. 10 lutego 1794 w Avrillé) – błogosławiona Kościoła katolickiego, męczennica z czasów rewolucji francuskiej.

## Życiorys
Jej rodzina ukrywała krewną bł. Rozalię du Verdier de la Sorinière, zakonnicę ze zlikwidowanego wcześniej klasztoru. W związku z tym 19 stycznia 1794 aresztowano Catherine du Verdier de la Sorinière, jej matkę bł. Marie de la Dive du Verdier, siostrę bł. Marie-Louise i Rosalie. Wszystkie zostały osądzone i skazane na śmierć. Catherine i Marie-Louise rozstrzelano 10 lutego 1794 r.

## Dzień obchodów
10 lutego

## Proces beatyfikacyjny
Beatyfikowana razem ze swoimi krewnymi 19 lutego 1984 r. przez Jana Pawła II w grupie męczenników z Angers.